# Колман, Дэниел
Дэниел Колман (англ. Daniel Coleman; 1 октября 1984) — ганский футболист, защитник. Участник летних Олимпийских игр 2004 года.

## Биография
Дэниел Колман родился 1 октября 1984 года.

### Клубная карьера
Начал профессиональную карьеру в 2001 году в клубе чемпионата Ганы — «Пауэр». С 2004 года по 2009 год являлся игроком команды «Хартс оф Оук». В сезоне 2005/06 выступал на правах аренды за саудовский «Ан-Наср» из города Эр-Рияд. Завершил карьеру футболиста в 2010 году в клубе «Реал Тамале Юнайтед».

### Карьера в сборной
В августе 2004 году главный тренер олимпийской сборной Ганы Марьяну Баррету вызвал Дэниела на летние Олимпийские игры в Афинах. В команде он получил 15 номер. В своей группе ганцы заняли третье место, уступив Парагваю и Италии, обогнав при этом Японию. Колман на турнире сыграл во всех трёх играх.
В составе национальной сборной Ганы выступал с 2004 года по 2005 год, проведя всего 4 игр.